# 고비즈코리아
고비즈코리아(GobizKorea)는 공공기관 최초 B2B 온라인수출플랫폼으로서, 상품 등록부터 해외 바이어 매칭까지 중소벤처기업의 수출 전 과정을 지원하는 사이트이다.
국문사이트와 영문사이트로 나뉘어져 있으며, 국문사이트는 국내 중소벤처기업을 위한 다양한 수출정보를 제공하고, 영문사이트는 품목별 제품검색 등 해외바이어를 위한 온라인수출 서비스를 제공한다.

## 역사
고비즈코리아(GobizKorea)는 1995년 개최된 '정보사회에 관한 G7각료'회의에서 처음 언급되었으며, 이 회의에서는 정보사회의 잠재적 이익을 입증하고 정보사회로의 전개를 촉진시키기 위한 11개의 파일럿 프로젝트가 확정되었는데, 이 가운데 '중소기업 시장지원'부분을 전담하는 연구기관으로 중진공이 지정되었다.
그 이후인 1996년 2월에는 인터넷 중소기업관이 정보통신부 초고속 정보통신망 시범과제로 선정되었고, 1996년 9월에 사이트 구축을 완료하였다.
2006년 1월에는 브랜드 마케팅 강화를 위하여 인터넷 중소기업관을 고비즈코리아로 변경하였고, 2007년에는 글로벌 아웃소싱지원센터도 신규로 개소하였다. 글로벌 아웃소싱센터는 2009년에 바이어의 편성의 도모를 위해 고비즈코리아 영문사이트로 기능이 통합되었다.
2010년에는 중소벤처기업의 홈페이지를 구글, 야후 등 해외 유명검색엔진을 통해 홍보하는 검색엔진 마케팅 지원서비스를 신규로 추진하였다.
2011년부터는 중소벤처기업의 요구사항을 적극 반영하여 외국어 홈페이지 및 상품페이지 제작 등 온라인수출 인프라 구축지원의 양적확대를 추진하고 고비즈코리아 등록기업 전수조사를 통한 DB최신화, 페이스북 등 SNS 홍보패널을 구축하여 질적 개선도 이루었다.
2012년에는 신흥시장 타겟마케팅을 강화하기 위해 바이어 맞춤정보를 현지어로 제공하는 온라인수출관을 시범 운영하였으며, 2013년에는 러시아어, 포르투갈어 권역 온라인수출관을 추가 개설하면서 현지화 마케팅을 강화하였다.
2015년에는 중소벤처기업으로 유입되는 해외 바이어 구매 오퍼 대응의 애로해결을 위해 구매 오퍼 사후관리사업을 신규로 추진하였으며, 2017년 7월에는 온라인 수출 통합 플랫폼 구축 작업을 통한 우수성과 참신함을 인정받아 정부 국정과제로 선정되었다.
2017년 11월에는 '온라인수출 통합 지원시스템 및 이를 이용한 온라인수출 통합 지원방법'에 대한 발명특허(특허출원번호 제2017-0008491호)를 등록하였으며, 2019년에는 중소벤처기업의 중국진출을 강화하기 위해 중국 최대 쇼핑몰인 티몰과 업무협약을 체결하였다.

## 사이트 주요 기능
고비즈코리아(GobizKorea) 국문사이트는 중소벤처기업진흥공단에서 운영하는 온라인수출사업의 신청 창구 역할을 하며, 온라인수출 애로해소 센터 운영, 글로벌 이커머스 동향정보 제공, 도메인/물류할인 서비스, 해외구매오퍼 정보제공, 온라인수출교육 등을 제공한다.
고비즈코리아(GobizKorea) 영문사이트는 해외바이어가 국내 중소벤처기업 제품 검색이 용이하도록 품목별 제품검색 지원, AI챗봇서비스, 인콰이어리, 기관/산업별 특별전시관 운영, 온라인전시관(고비즈타운), 해외 바이어 매칭 서비스 등을 제공하고 있다.

## 같이 보기
- 중소벤처기업진흥공단